# Bertrand Motte
Pour les autres membres de la famille, voir Famille Motte.
Pour les articles homonymes, voir Motte.
Bertrand Motte, né le 19 juillet 1914 à Annappes (Nord) et mort le 15 août 1980, à Mougins (Alpes-Maritimes), est un industriel et homme politique français. Il est le petit-fils d'Eugène Motte (1860-1932) et le frère d'Eugène Motte (1910-1983).

## Biographie
Engagé en 1939-1940, il est capturé par les Allemands au moins de juin 1940 et passe quatre ans comme prisonnier de guerre en Allemagne. 
Après la Libération, il appartient à la délégation française au congrès de La Haye à partir de 1948 et s'occupe d'intérêts économiques et industriels, devenant président d'Agfa-Gevaert de 1957 à 1976, administrateur de diverses sociétés (Abeille S.A, Établissements Agache, etc) et, prenant part à la fondation d'organismes d’expansion (comité régional d’expansion du Nord et du Pas-de-Calais, société de développement régionale du Nord et du Pas-de-Calais), devient l'un des porte-parole des milieux économiques du Nord au sein des institutions patronales au niveau national (Conférence des comités régionaux d’études, Comité national d’orientation économique, etc).
Élu conseiller général en 1951, il est vice-président du Conseil général du Nord de 1952 à 1970. Il est élu député de la Première circonscription du Nord en 1958 et préside le groupe des indépendants et paysans d'action sociale à l'Assemblée de 1961 à 1962.
Dans les années 1970, il est membre du Cercle renaissance.

## Mandats
- Conseiller général du Canton de Lille-Centre (1951-1970)
- Vice-président du Conseil général du Nord (1952-1970)
- Député de la Première circonscription du Nord (1958-1962)
- Président du groupe des indépendants et paysans d'action sociale à l'Assemblée (1961-1962)

## Fonctions politiques
- Secrétaire général de la fédération PSF du Nord (1938)
- Vice-président de la fédération RPF du Nord (1947-1949)
- Vice-président du Centre démocrate
- Président du Centre national des indépendants et paysans (1975-1979)

## Distinction
- Chevalier de la Légion d'honneur